# Communistische Partij van Armenië
De Communistische Partij van Armenië (Armeens: Հայաստանի կոմունիստական կուսակցություն; Russisch: Коммунистическая партия Армении) was een afdeling van de Communistische Partij van de Sovjet-Unie en de enige toegestane politieke partij in de Armeense Sovjetrepublie, een deelrepubliek van de Sovjet-Unie.

## Geschiedenis
De Communistische Partij van Armenië (HKK) werd in 1920 opgericht en was voortgekomen uit de in 1899 opgerichte Armeense afdeling van de Russische Sociaaldemocratische Arbeiderspartij. Samen met de Azerbeidzjaanse Communistische Partij en de Georgische Communistische Partij maakte de HKK deel uit van het Kaukasische Bureau van de Russische Communistische Partij (bolsjewieken). In 1922 vond het eerste congres van de HKK plaats en in hetzelfde jaar werd Armenië een onderdeel van de Transkaukasische Socialistische Federatieve Sovjetrepubliek, dat buiten Armenië ook uit Azerbeidzjan en Georgië bestond. De HKK werd de enige toegestane partij in het Armeense deel van de Transkaukasische SFSR. Op 5 december 1936 werd de Transkaukasissche SFSR opgeheven en werd Armenië onder de naam Armeense Socialistische Sovjetrepubliek een deelrepubliek van de USSR. De eerste secretaris van het centraal comité van de HKK werd in praktijk de belangrijkste en machtigste persoon binnen de Armeense SSR. In 1937 vond er een grote zuivering plaats binnen de gelederen van de HKK en werd een groot aantal leden op beschuldiging van "trotskisme" of vanwege vermeende sympathieën met de Dashnak-partij uit de partij gesloten en vervolgd en een deel geëxecuteerd.
Bij de verkiezingen voor de Opperste Sovjet van de Armeense SSR in 1990, de eerste op basis van een meerpartijenstelsel, eindigde de HKK op de tweede plek en kwam er een einde aan de hegemonie van de communistische partij. In november 1990 verbrak de HKK de banden met de Communistische Partij van de Sovjet-Unie (CPSU). Tijdens het 19de Congres van de HKK op 7 september 1991 werd besloten tot opheffing van de partij. De laatste partijsecretaris, Aram Sargsjan, richtte een nieuwe partij op als opvolger van de HKK, de Democratische Partij van Armenië. Deze partij is echter niet communistisch, maar sociaaldemocratisch.

## Eerste secretarissen
| No.                  | Afbeelding           | Persoon                         | Begin termijn        | Einde termijn        |
| Eerste secretarissen | Eerste secretarissen | Eerste secretarissen            | Eerste secretarissen | Eerste secretarissen |
| -------------------- | -------------------- | ------------------------------- | -------------------- | -------------------- |
| 1                    |                      | Gevorg Alichanian               | December 1920        | 29 april 1921        |
| 2                    |                      | Askanaz Mravian                 | 29 april 1921        | Januari 1922         |
| 3                    |                      | Asjot Hovhannisjan              | Januari 1922         | 6 juli 1927          |
| 4                    |                      | Hajk Ovsepjan (1891-1937)       | 6 de julio de 1927   | 8 de abril de 1928   |
| 5                    | sinmarco             | Hajkaz Kostanian                | 8 de abril de 1928   | 7 de mayo de 1930    |
| 6                    | sinmarco             | Aghasi Chanjian (1901-1936)     | 7 mei 1930           | 9 juli 1936          |
| 7                    |                      | Amatuni Vartapetjan (1900-1938) | 21 september 1936    | 23 september 1937    |
| 8                    |                      | Grigori Arutioenov (1900-1957)  | 23 september 1937    | 28 november 1953     |
| 9                    |                      | Soeren Tovmasjan (1896-1939)    | 28 november 1953     | 28 december 1960     |
| 10                   |                      | Jakov Zarobjan (1908-1980)      | 28 december 1960     | 5 februari 1966      |
| 11                   |                      | Anton Kotsjinjan (1913-1990)    | 5 februari 1966      | 27 november 1974     |
| 12                   |                      | Karen Demirtsjian (1932-1999)   | 27 november 1974     | 21 mei 1988          |
| 13                   |                      | Soeren Haroetjoenjan            | 21 mei 1988          | 5 april 1990         |
| 14                   |                      | Vladimir Movsisjan (1933-2014)  | 5 april 1990         | 30 november 1990     |
| 15                   |                      | Stepan Pogosjan (1932-2012)     | 30 november 1990     | 14 mei 1991          |
| 16                   |                      | Aram Sargsian (1949)            | 14 mei 1991          | 7 september 1991     |